# La mort d'un home corrupte
La mort d'un home corrupte (títol original: Mort d'un pourri) és una pel·lícula de França dirigida per Georges Lautner, estrenada el 1977.Ha estat doblada al català.

## Argument
El diputat Philippe Dubaye desperta el seu amic Xavier « Xav » Marechal, i descobreix que acaba de matar Serrano, col·lega del Palau Borbó. Aquest últim li demanava dimitir o revelava a la premsa la corrupció de Philippe Dubaye. Hi havia com prova un quadern en el qual anotava tots els actes de corrupció d'un cert nombre de personalitats polítiques. Philippe Dubaye, després d'haver matat Serrano, agafa el quadern per amagar-ho alguna part.
Xavier Marechal, per petició del seu amic, recupera el dossier i l'amaga en una consigna a l'estació RER del barri de negocis de la Defense. Coneix Valérie Agostinelli, que era l'amiga de Philippe Dubaye. Aquest últim és a continuació assassinat.
La policia investiga sobre l'homicidi mentre altres persones, ben o mal intencionades, desitgen recuperar el famós quadern. Tothom es vol guanyar Xavier Marechal, de manera subtil o no: amenaces, corrupció, saqueig del seu pis,...
A continuació de l'homicidi de Christiane Dubaye, la dona del seu amic, Xavier Marechal difon per la premsa alguns elements del dossier, i compromet així certs polítics.
En una partida de caça, s'enfronta a un misteriós home de negocis, Nicolas Tomski, que el pressiona per recuperar el quadern. Però Xavier Marechal resisteix a totes les pressions, perquè només li interessa un nom: el de l'homicida del seu amic diputat.
Finalment obté aquest nom de la boca de Fondari, un home de negocis corrupte: es tracta de Moreau, comissari principal a la Brigada Criminal. En la confrontació final, Moreau confessa el seu crim (així com el de Christiane Dubaye) i prova de matar el seu col·lega el comissari Pernais. És mort per Xavier Marechal.

## Repartiment
- Alain Delon: Xavier 'Xav' Marechal
- Ornella Muti: Valérie Agostinelli
- Stéphane Audran: Christiane Dubaye
- Mireille Darc: Françoise
- Maurice Ronet: Philippe Dubaye
- Michel Aumont: Comissari Moreau
- Jean Bouise: Comissari Pernais
- Daniel Ceccaldi: Lucien Lacor
- Julien Guiomar: Fondari
- Klaus Kinski: Nicolas Tomski
- François Chaumette: Lansac
- Xavier Depraz: Marcel
- Henri Virlogeux: Paul
- Colette Duval: La secretària de Serrano
- Gérard Hérold: Dupaire
- Abder El Kebir: Kébir

## Al voltant de la pel·lícula
- Després Le Pacha l'any 1968, Mort d'un pourri és la segona novel·la de Jean Laborde (àlias Raf Vallet) adaptada per Georges Lautner al cinema.
- Mort d'un pourri marca la tercera i última col·laboració entre Alain Delon i Georges Lautner després d'Il était une fois un Police (on Delon feia un cameo) i Les Sins de glace.
- La música, composta per Philippe Sarde, i interpretada per Stan Getz, és particularment aconseguida. El tema és molt similar al de On aura tou vu igualment de Georges Lautner, la música de la qual també és signada per Philippe Sarde.
- Aquesta pel·lícula marca la vuitena col·laboració entre Georges Lautner i Michel Audiard, després de Les Tontons flingueurs, Des pissenlits par la racine, Les Bons vivants, Les Barbouzes, Ne nous fâchons pas, La Grande Sauterelle, Fleur d'oseille i Le Pacha. Es retrobaran per Flic ou voyou, Le Guignolo, Le Professionnel, Est-ce bien raisonnable? i La Cage aux folles 3.

## Premis i nominacions
- Nominació al César al millor guió original i César al millor actor (Alain Delon) el 1978.